# Variimorda villosa

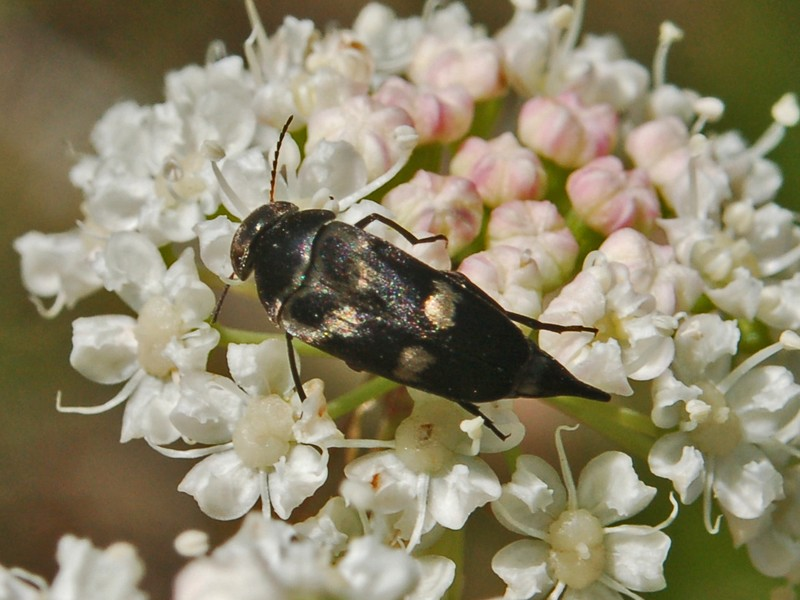
Die Art ist häufig auf Blüten zu finden

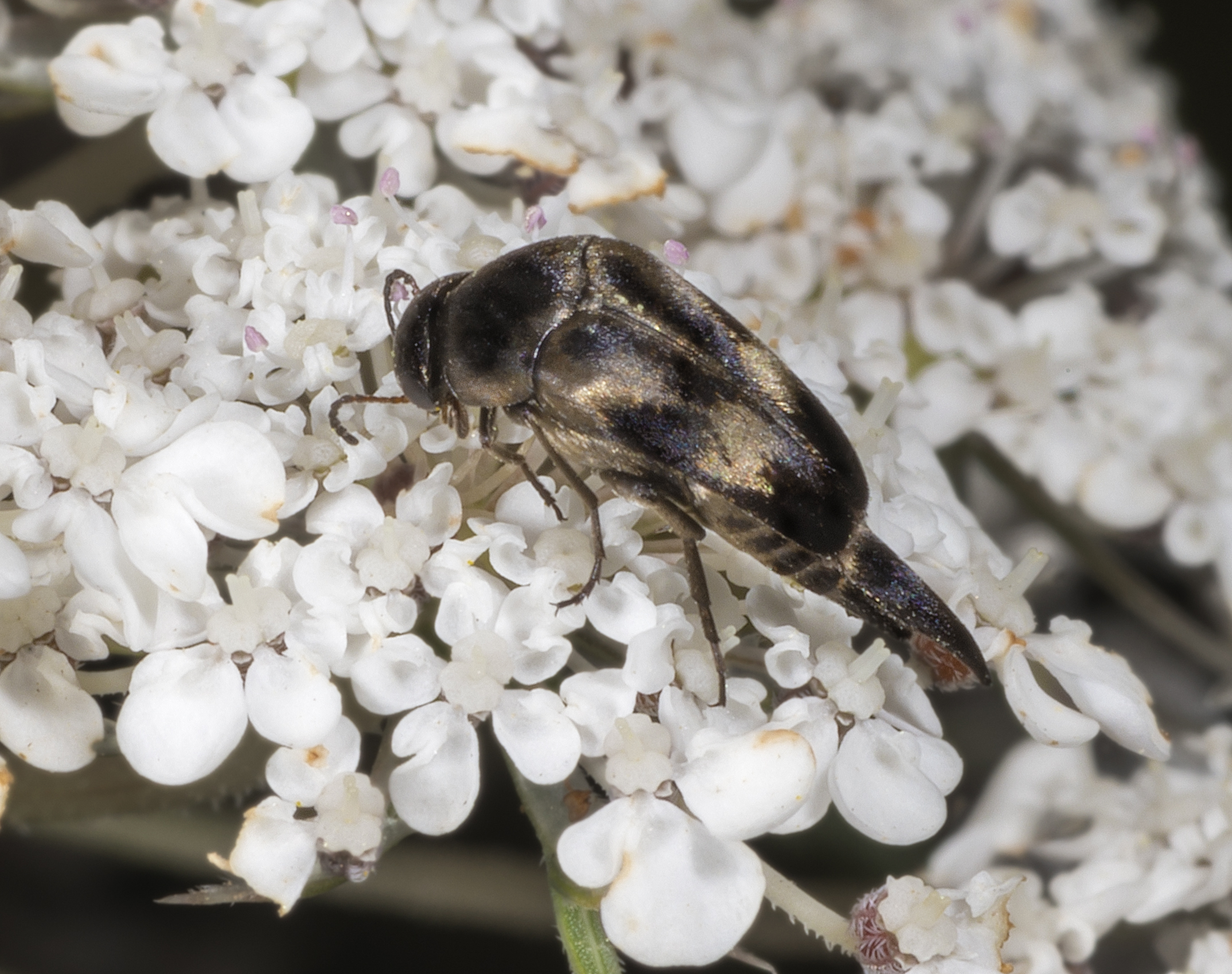
Gut erkennbar ist das lange Abdomen der Art

Variimorda villosa (Synonym Variimorda fasciata) ist eine Art der Stachelkäfer und paläarktisch verbreitet.

## Merkmale
Die Körperlänge beträgt 5,5–9 mm. Der Körper ist schwarz gefärbt mit hellen, graugelben Flecken auf den Flügeldecken (Elytren). Diese resultieren aus einer hellen Behaarung, die von silbergrau bis goldgelb variieren kann. Manchmal fehlt diese und die Elytren sehen einfarbig dunkel aus, zuweilen sind sie auch ganz silbergrau behaart. Der Hinterleib ist auffallend lang ausgezogen. Mit ihm werden in der Blüte schlängelnde, manchmal springende Bewegungen ausgeführt. Der Kopf hat seine größte Breite nahe der Basis. Die Beine sind vollständig schwarz gefärbt.

### Ähnliche Arten
In Mitteleuropa gibt es weit über Hundert Arten von Stachelkäfern, die sich teils sehr ähnlich sehen. Eine ähnliche Art ist Variimorda briantea, die mit 4,7–6,5 mm etwas kleiner ist. Zudem ist der Kopf etwa in der Mitte der Augen am breitesten und die Flecken auf den Elytren sind meist reduziert. Die wärmeliebende Art findet sich an besonderen Wärmestellen des südlichen und vor allem südöstlichen Mitteleuropas. Eine weitere Art der Gattung ist Variimorda basalis. Diese ist nur 4,3–5,5 mm groß und hat ebenfalls meist keine hellen Flecken auf den Elytren, außerdem sind ihre Fühler schwächer sägezähnig. Auch sie findet sich an Wärmestellen im südlichen und südöstlichen Mitteleuropa und zwar noch häufiger als die davor genannte Art. Eine dritte ähnliche Art der Gattung stellt Variimorda mendax dar. Die Art wird 5,5–7,2 mm lang, ebenfalls mit schwächer sägezähnigen Fühlern und ist im südlichen Mitteleuropa stellenweise häufig. Die Gattung Variimorda unterscheidet sich von der ähnlichen Gattung Mordella unter anderem durch den Bau der Fühler, der Tarsen und der Parameren (Teile der männlichen Genitalien).

## Verbreitung und Lebensraum
Die Art ist weit verbreitet in Europa und lebt östlich bis weit nach Russland und Kasachstan hinein, in den Kaukasus und nach Kleinasien bis in den Iran. In Europa fehlt sie im hohen Norden, in einigen Teilen des Mittelmeergebietes und auf Irland.
Variimorda villosa bewohnt Blüten aller Art, vor allem von Korbblütlern und Doldenblütlern, und ist stellenweise massenhaft zu finden. Die Art ist weniger thermophil (wärmeliebend) als andere Arten der Gattung und findet sich oft in Flussauen.

## Lebensweise
Die kleinen Larven entwickeln sich in morschen Pappeln und Weiden. Die Verpuppung findet nach mehreren Häutungen statt. Adulte Exemplare findet man häufig zwischen Juni und August.

## Taxonomie
Die Art wurde 1781 von Franz de Paula von Schrank unter dem Namen Mordella villosa erstbeschrieben. Weitere in der Literatur zu findende Synonyme sind unter anderem Variimorda fasciata (Fabricius, 1775), Mordella fasciata Fabricius, 1775, Mordella interrupta Costa, 1854, Mordella fasciolata Rossi, 1792 und Mordella coronata Costa, 1854.